# Каре (Долина Аосте)
Каре (итал. Carrè) је насеље у Италији у округу Долина Аосте, региону Долина Аосте.
Према процени из 2011. у насељу је живело 10 становника. Насеље се налази на надморској висини од 1649 м.